# Чарований запорожець (мультфільм)
«Чаро́ваний запоро́жець» — український анімаційний фільм 2006 року студії Укранімафільм, режисер — Наталя Марченкова.

## Сюжет
Одного разу стояв козак на березі, та в воду дивився, намагаючись зловити русалку. Але вона забрала його відображення, з яким пішла і частина душі хлопця. Закохалася русалка в це відображення і не захотіла відпускати його назад на сушу. Що належить зробити козакові? І як русалка буде боротися зі злим і шкідливим чудовиськом, що живе на дні і намагається заманити її до себе?

## Над фільмом працювали
- Автор сценарію: Богдан Жолдак;
- Режисер: Наталя Марченкова;
- Художник-постановник: Ірина Смирнова (у титрах І. Смірнова);
- Композитор: Ігор Поклад;
- Звукорежисер: Ю. Свірса;
- Художники-аніматори: Марина Корольова, Людмила Вознюк, Т. Махінько, Андрій Слєсаревський, В. Омельчук, Михайло Яремко, Володимир Суріков, Сергій Костенко, Олександр Лавров (у титрах А. Лавров), Микола Плюснін, Вадим Назаров, О. Блажевський, В. Король, Наталя Марченкова;
- Комп'ютерна обробка (у титрах Компьютерна обробка): В. Король;
- Художники: Олена Короткевич, Марина Смирнова (у титрах М. Смірнова);
- Актори: Андрій Самінін (у титрах Л. Самініна), Леся Самаєва (у титрах А. Самаєв), Юрій Коваленко;
- Співає: Ольга Романовська;
- Асистент: Олена Короткевич;
- Монтаж: В. Король;
- Редактор: Світлана Куценко;
- Директори знімальної групи: В'ячеслав Кілінський, Алла Шебанова (у титрах А. Шєбанова).